# علم الغابات

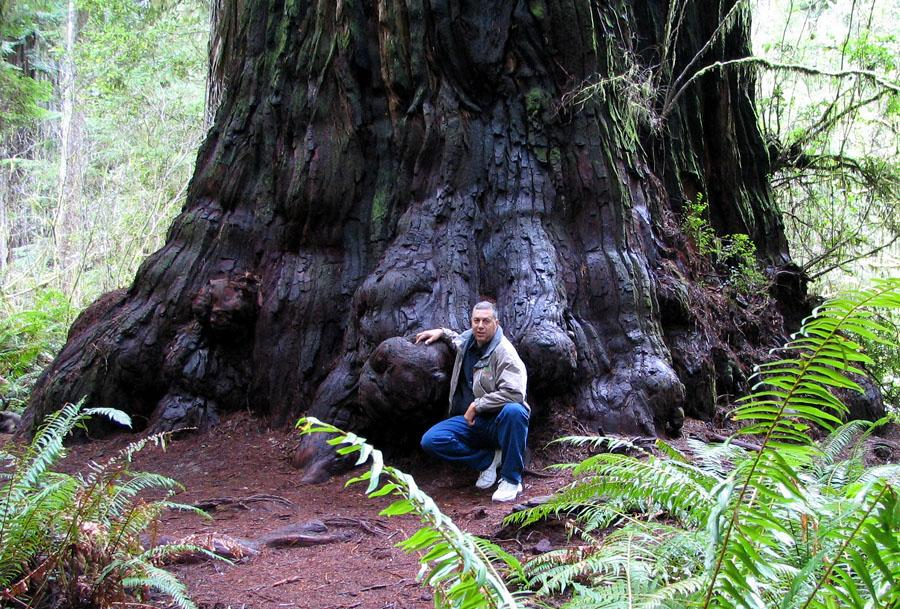

علم الغابات (باللغة اللاتينية، silva أو sylva ‏, "الغابات"؛ و(بالإغريقية: -λογία)‏، لوجيا، "علم أو دراسة") هو دراسة الغابات، بحيث يدمج مفهومي النظام البيئي وتصميم أنظمة زراعة الغابات.
علم الغابات هو علم مستقل بذاته، يختص بالغابات، وقد أستخدم أول الأمر من قبل رويلوف أولدمان. وهو يدمج دراسة الغابات والبيئة الحرجية، ويتعامل مع علم الشجر وعلم البيئة التجمعي وعلم بيئة الغابات الطبيعية.

## العلاقة مع علم الأشجار ومصطلحات أخرى
- تقليم الأشجار عملية مهمة للعناية بالأشجار.
- علم الشجر علم دراسة النباتات الشجرية، وهو فرع من فروع علم النبات.
- علم التحريج علم إدارة الغابات.
- بستنة علم يعنى بالنبات.
- زراعة الغابات علم يهتم بالغابة وما يتعلق بها.